# Rowley (Massachusetts)
Pour les articles homonymes, voir Rowley.
Rowley est une ville des États-Unis, dans le Massachusetts, comté d'Essex, fondée en 1638 et incorporée en 1639. La ville a été fondée à la suite de l'initiative du révérend Ezekiel Rogers, pasteur à Rowley dans le Yorkshire en Angleterre, qui organisa un groupe de 20 familles de Rowley et des environs et arma un navire pour franchir l'Atlantique.
La ville s'étend aujourd'hui sur 53,3 km2, comprenant 4,8 km2 d'eau (9,08 % de la surface totale).
Au dernier recensement de 2000, la ville comptait 5 500 personnes, 1 958 foyers et 1 468 familles. La densité de population s'élevait à 41,3 habitants/km2. 